# Elektriciteitscentrale Cumberland

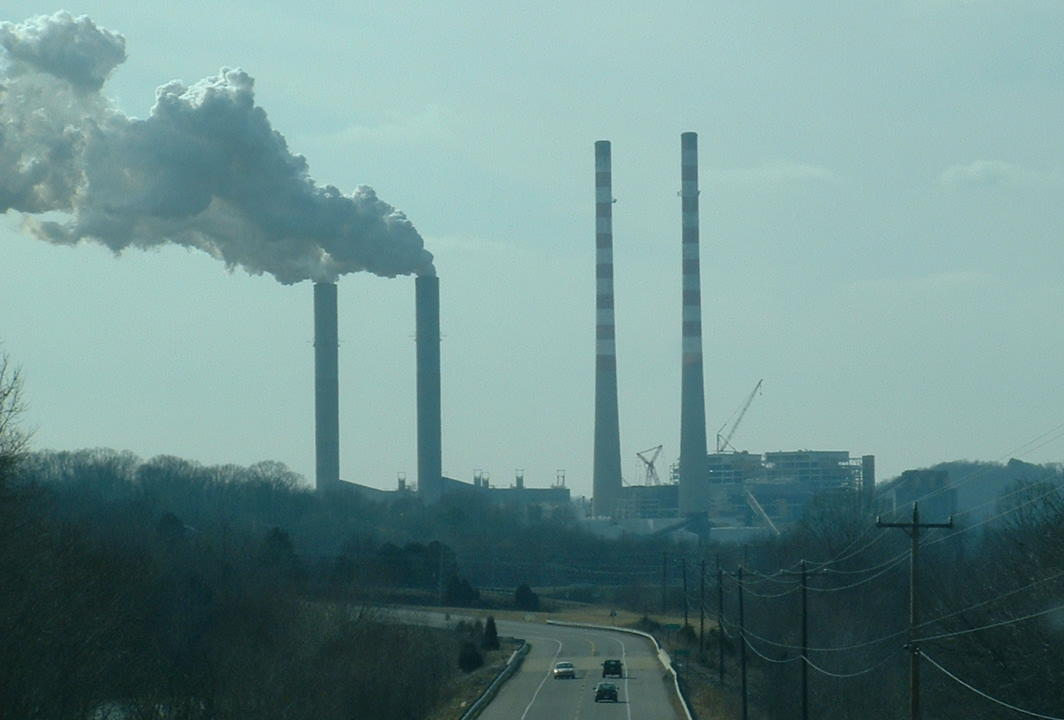
De Cumberland Power Plant

De Cumberland Power Plant is een thermische centrale te Cumberland City, Tennessee, VS. De schoorsteen van de centrale werd in 1970 gebouwd en is 305m hoog.